# Brie (Ariège)
Brie – miejscowość i gmina we Francji, w regionie Oksytania, w departamencie Ariège.
Według danych na rok 1990 gminę zamieszkiwały 92 osoby, a gęstość zaludnienia wynosiła 13 osób/km² (wśród 3020 gmin regionu Midi-Pireneje Brie plasuje się na 971. miejscu pod względem liczby ludności, natomiast pod względem powierzchni na miejscu 1321).